# Armin Otto Huber
Armin Otto Huber (* 31. Januar 1904 in Neunkirchen am Potzberg; † 4. Juli 1977 in Meckenheim) war ein deutscher Schriftsteller.

## Leben
Der Sohn eines Pfarrers und dessen Ehefrau verbrachte seine Jugend in Ludwigshafen, wo er das Gymnasium besuchte. Er sollte wie sein Vater Geistlicher werden, doch die Lektüre verschiedener Abenteuerromane weckte seine Amerika-Sehnsucht. 1924 wanderte er mit Erlaubnis seines Vaters nach Kanada aus, um dort Trapper zu werden. Drei Jahre lebte er in der kanadischen Wildnis.
Anlässlich seiner ersten Rückkehr in die Heimat 1929 schrieb Huber einige kleine Zeitungsartikel über Kanada. Danach bereiste er Südamerika, wo er als Beobachter den Chacokrieg verfolgte. Über Brasilien, die Sahara und die Nordwestküste Afrikas kehrte er 1930 nach Deutschland zurück. Nach dem Erfolg seiner Bücher Auf wilden Pfaden im Neuen Kanada (1931) und Bei roten und weißen Abenteurern in Kanada (1932) ließ er sich in Berlin nieder.
Hier heiratete er seine Sekretärin Jenny Alix Marcus und schrieb bis Ende des Jahrzehnts etwa 30 Romane, meist moderne Abenteuerromane, die in Nordamerika spielen und in verschiedenen Zeitschriften erschienen, daneben auch Kriminalromane. 1939 emigrierte er mit seiner jüdischen Frau und seiner Tochter nach Ecuador. In der Hauptstadt Quito wurde er schließlich Direktor der Rundfunkanstalt Radio Teatro Bolivar. 1942 wurde eine weitere Tochter in Quito geboren; 1953 reiste seine Frau mit den beiden Töchtern von Guayaquil nach La Rochelle und weiter nach Berlin, um dort eine Wohnung zu mieten.
1954 kehrte Huber nach Deutschland zurück und lebte zuerst in Berlin und ab 1960 in Neustadt an der Weinstraße. Sein erfolgreichstes Buch Männer im Roten Rock über die Royal Canadian Mounted Police erschien 1955 unter dem Pseudonym Fred Larsen. Unter dem Pseudonym Armin Frank schrieb er den historischen Abenteuerroman Die Dame mit dem Degen (1955).
Außer Romanen und Erzählungen verfasste Huber auch Sachbücher wie Mit Tomahawk und Friedenspfeife (1956) über Indianer, Old Jed der Trapper (1956) über Trapper und Im Namen des Gesetzes (1957) über die Tätigkeit eines Sheriffs, alle drei unter dem Pseudonym Fred Larsen. Von seiner auf drei Bände angelegten Autobiografie erschienen nur die ersten beiden Bände Ticket nach Kanada (1964) und Nonstop ins Ungewisse (1966).
1975 zog Huber nach Meckenheim, wo er zwei Jahre später einem Schlaganfall erlag.
Sein Geburtsort Neunkirchen am Potzberg, aus dem die Familie seiner Mutter stammt, erinnert noch heute mit dem „Armin-Huber-Weg“ an den pfälzischen Abenteuerschriftsteller. 

## Veröffentlichungen (Auswahl)
- Auf abenteuerlichen Pfaden in Amerika : ein Lesebuch, Neustadt/Weinstraße : Pfälzische Verlags-Anstalt, 1989, ISBN 978-3-87629-154-3
- Bring ihn lebend ein : Erlebnisse d. kanad. Polizisten Joe MacBride, Landau/Pfalz : Pfälzische Verlags-Anstalt, 1967
- Nonstop ins Ungewisse, Stuttgart : Union Verlag, 1966
- Raritätenjäger : Aus dem abenteuerlichen Leben eines Sammlers, Gütersloh : Bertelsmann, 1966
- Die Pinkertons : Leben und Abenteuer der Meisterdetektive, Gütersloh : S. Mohn, 1960